# مگس‌گیر قهوه‌ای آسیایی
مگس‌گیر قهوه‌ای آسیایی (نام علمی: Muscicapa dauurica) یک پرنده گنجشک‌سان کوچک از تیرهٔ مگس‌گیران (Muscicapidae) است. نام Muscicapa از واژهٔ لاتین musca به معنی مگس و capere برای «گرفتن» آمده است. نام دائوریکا خاص به دائوریا اشاره دارد، منطقه‌ای در جنوب شرقی سیبری که به نام یک قبیله کوچ‌نشین محلی نام‌گذاری شده است.
این یک گونه حشره‌خوار است که در ژاپن، سیبری شرقی و هیمالیا زادآوری می‌کند. مهاجر است و در مناطق گرمسیری جنوب آسیا از جنوب هند و سریلانکا در شرق تا اندونزی زمستان را می‌گذراند.
لقب خاص درست برای این گونه مورد مناقشه است.

## ویژگی‌ها
این گونه ۱۳ سانتیمتر (۵٫۱ اینچ)، از جمله دم طول دارد. شکل آن شبیه به مگس‌گیر خالدار بزرگتر است، اما دم نسبتاً بلندتری دارد. نوک تیره نسبتاً بزرگ و گسترده است. بالغ دارای روتنهٔ خاکستری مایل به قهوه‌ای است که با بالا رفتن سن پرها خاکستری می‌شود و زیرتنه آنها سفیدرنگ با پهلوهای قهوه‌ای رنگ است. پرندگان جوان دارای روتنه، سر و سینه قهوه‌ای پولک‌دار هستند.

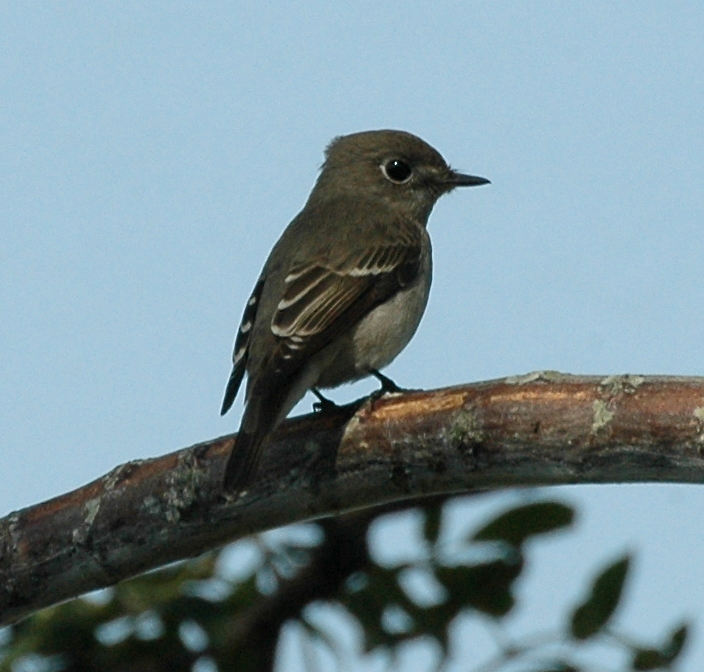
مای پو، هنگ کنگ

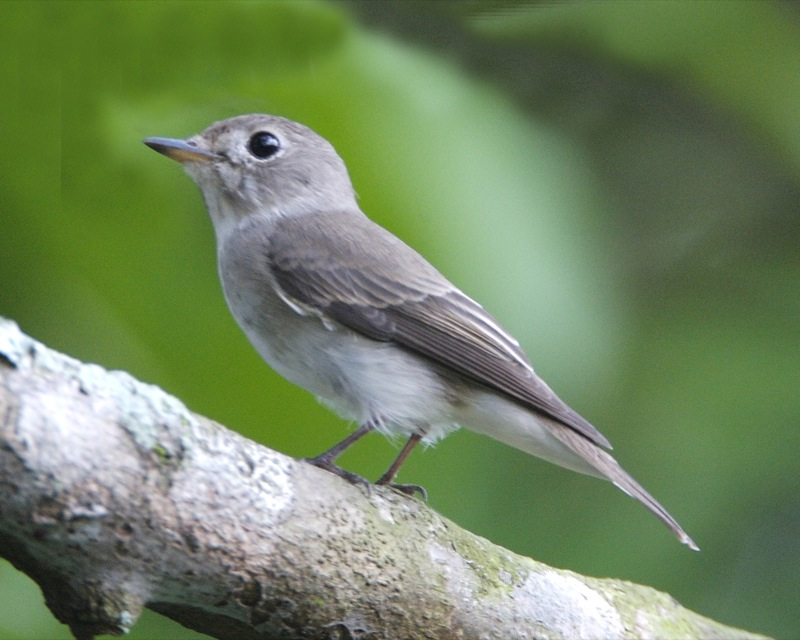

## رفتار
مگس‌گیر قهوه‌ای آسیایی یک پرنده رایج است که در جنگل‌های باز و مناطق کشت‌شده یافت می‌شود. در سوراخی در یک درخت لانه می‌کند و چهار تخم می‌گذارد که توسط ماده جوجه‌کشی می‌شود.
نر مگس‌گیر قهوه‌ای آسیایی در زمان جفت‌خواهی یک آواز آهنگین ساده می‌خواند.

## سرگردانی
مگس‌گیر قهوه‌ای آسیایی یک سرگردان بسیار نادر به اروپای غربی است. رکوردها از بریتانیا، دانمارک و سوئد به دست آمده است، و علاوه بر این، ادعاهای اثبات‌نشده‌ای از ایرلند، فائرو و نروژ وجود دارد.

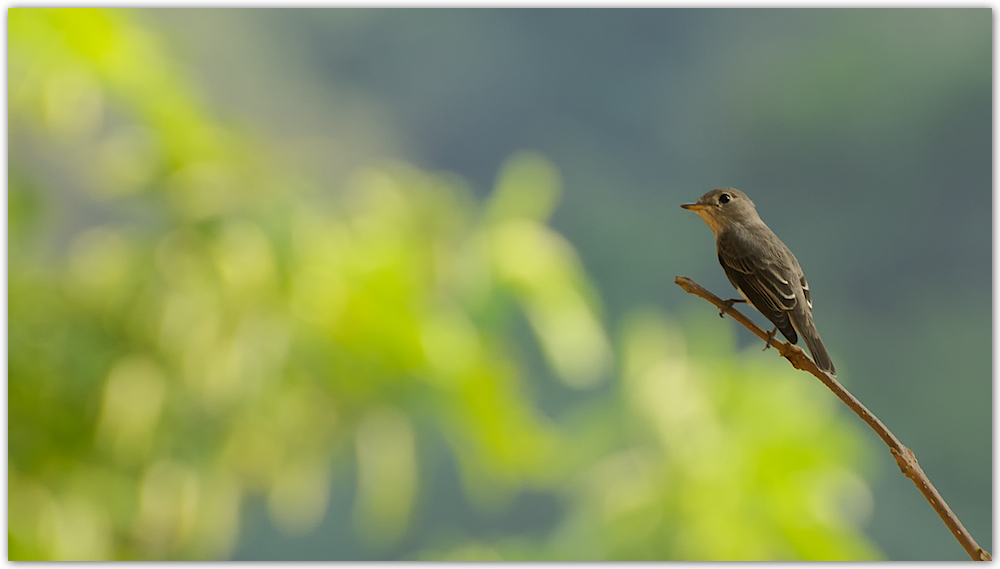
مگس‌گیر قهوه‌ای آسیایی در نزدیکی کویمباتور، هند